# Zwitserland op het Eurovisiesongfestival 2015

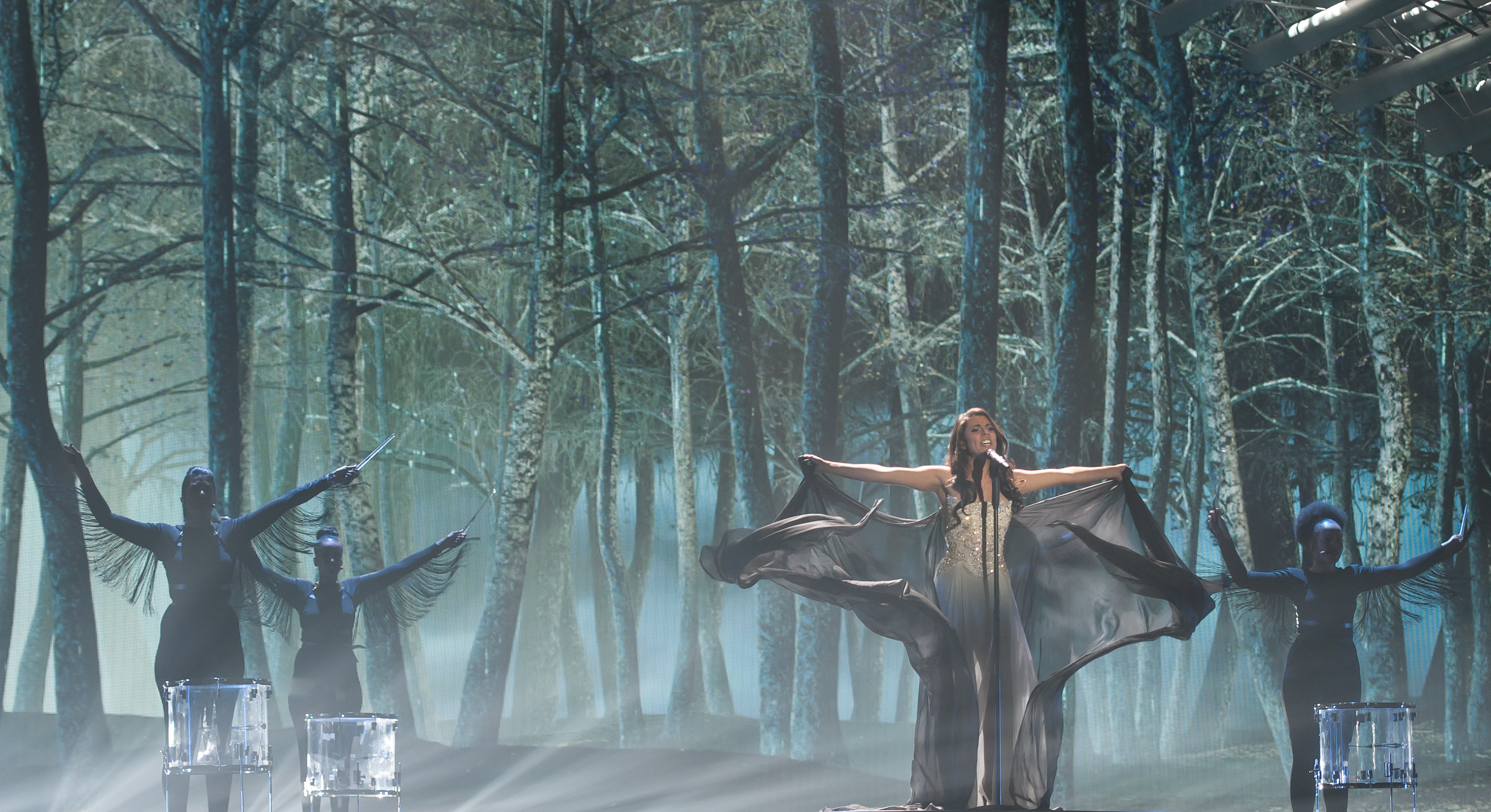
Mélanie René in Wenen

Zwitserland nam deel aan het Eurovisiesongfestival 2015 in Wenen, Oostenrijk. Het was de 56ste deelname van het land op het Eurovisiesongfestival. SRG SSR was verantwoordelijk voor de Zwitserse bijdrage voor de editie van 2015.

## Selectieprocedure
Net als de voorbije jaren konden de Zwitsers hun inzending voor het Eurovisiesongfestival via een nationale finale kiezen. Deze vond plaats op zaterdag 31 januari 2015. De Duitstalige omroep SF kreeg opnieuw de leiding van de selectie, maar ook de Frans- en Italiaanstalige omroep konden enkele nummers inzenden. De nationale finale vond voor de vijfde maal op rij plaats in de Bodensee Arena in Kreuzlingen. Presentator van dienst was Sven Epiney.
De selectieprocedure bestond uit drie fasen: in een eerste fase gingen de drie regionale omroepen elk op zoek naar inzendingen die mochten deelnemen aan de tweede ronde. Die tweede ronde vond voor alle omroepen plaats op 7 december in de studio's van SRF in Zürich. Alle eerder geselecteerde artiesten moesten hun nummer voor een selectiecomité brengen, waarna het voor SRF drie, voor RTS twee en voor RSI één act mocht selecteren die mochten deelnemen aan de nationale finale.

### SRF-selectie
SRF ging via een online selectie op zoek naar artiesten voor de nationale finale. Geïnteresseerden konden een inzending uploaden op een website, waar het grote publiek alle inzendingen kon beluisteren en kon stemmen op zijn favoriet. Inzendingen werden geaccepteerd van 29 september tot en met 27 oktober 2014. Bij het verlopen van de deadline had SRF 210 inzendingen ontvangen, 51 meer dan een jaar eerder. Vervolgens kon het publiek van 3 tot en met 17 november zijn stem uitbrengen. De stemmen van het publiek werden gecombineerd met die van een vakjury, waarna de top negen door mocht naar de tweede ronde.

### RTS-selectie
De Franstalige omroep RTS gaf geïnteresseerden van 9 september tot en met 27 oktober de tijd om hun inzending op te sturen. In totaal ontving RTS 26 inzendingen, acht minder dan een jaar eerder. Tien van hen werden op 23 november uitgenodigd naar de RTS-studio's. Een vakjury bestaande uit Catherine Colombara, Laurent Pavia, Emile Felber en Nicolas Tanner bepaalde uiteindelijk welke zes artiesten door mochten naar de expert check.

### RSI-selectie
De Italiaanstalige omroep opende de inschrijvingen op 16 juli, en sloot deze weer af op 15 oktober. RSI ontving uiteindelijk 28 inzendingen, vijf meer dan het jaar voordien. De kandidaten werden vervolgens beoordeeld door een vakjury bestaande uit Paolo Meneguzzi, Iris Moné en Simone Tomassini. De top drie mocht door naar de volgende ronde.

## Die grosse Entscheidungs Show 2015

### Expert check
7 december 2014
| Volgorde | Artiest                        | Lied                  | Omroep |
| -------- | ------------------------------ | --------------------- | ------ |
| 1        | Bubble Beatz feat. Sandra Wild | Run                   | SRF    |
| 2        | Simon Hafner                   | There was a yesterday | SRF    |
| 3        | San Dii                        | Imagination           | SRF    |
| 4        | Anach Cuan                     | Hurdy gurdy girls     | RTS    |
| 5        | Célia                          | Letter to myself      | RTS    |
| 6        | Alenko                         | Vu d'en haut          | RTS    |
| 7        | Licia Chery                    | Fly                   | RTS    |
| 8        | Mélanie René                   | Time to shine         | RTS    |
| 9        | Shana Pearson                  | Kevlar heart          | RTS    |
| 10       | The Vad Vuc                    | Cocktail e fantasmi   | RSI    |
| 11       | Elias feat. Zero In On         | Your perfume          | RSI    |
| 12       | Deborah Bough                  | Take me back to 23    | RSI    |
| 13       | Arbresha                       | Same starts           | RSF    |
| 14       | Dahï                           | Destiny               | RSF    |
| 15       | Timebelle                      | Singing about love    | RSF    |
| 16       | Andy McSean                    | Hey now               | RSF    |
| 17       | Tiziana                        | Only human            | RSF    |
| 18       | Thierry Condor                 | Open heart surgery    | RSF    |

### Finale
31 januari 2015
| Plaats | Artiest       | Lied               |
| ------ | ------------- | ------------------ |
| 1      | Mélanie René  | Time to shine      |
| 2      | Timebelle     | Singing about love |
| 3      | Licia Chery   | Fly                |
| 4      | Andy McSean   | Hey now            |
| 5      | Tiziana       | Only human         |
| 6      | Deborah Bough | Take me back to 23 |

## In Wenen
Zwitserland trad in Wenen in de tweede halve finale op donderdag 21 mei aan. Mélanie René trad als veertiende van de zeventien landen aan, na Måns Zelmerlöw uit Zweden en voor Giannis Karagiannis uit Cyprus. Zwitserland eindigde als zeventiende met 4 punten, waarmee het uitgeschakeld werd.
1956 · 1957 · 1958 · 1959 · 1960 · 1961 · 1962 · 1963 · 1964 · 1965 · 1966 · 1967 · 1968 · 1969 · 1970 · 1971 · 1972 · 1973 · 1974 · 1975 · 1976 · 1977 · 1978 · 1979 · 1980 · 1981 · 1982 · 1983 · 1984 · 1985 · 1986 · 1987 · 1988 · 1989 · 1990 · 1991 · 1992 · 1993 · 1994 · 1995 · 1996 · 1997 · 1998 · 1999 · 2000 · 2001 · 2002 · 2003 · 2004 · 2005 · 2006 · 2007 · 2008 · 2009 · 2010 · 2011 · 2012 · 2013 · 2014 · 2015 · 2016 · 2017 · 2018 · 2019 · 2020 · 2021 · 2022 · 2023 · 2024 · 2025
Albanië · Armenië · Australië · Azerbeidzjan · België · Cyprus · Denemarken · Duitsland · Estland · Finland · Frankrijk · Georgië · Griekenland · Hongarije · Ierland · IJsland · Israël · Italië · Letland · Litouwen · Macedonië · Malta · Moldavië · Montenegro · Nederland · Noorwegen · Oostenrijk · Polen · Portugal · Roemenië · Rusland · San Marino · Servië · Slovenië · Spanje · Tsjechië · Verenigd Koninkrijk · Wit-Rusland · Zweden · Zwitserland